# Herretoilettet
Herretoilettet er en dansk kortfilm fra 2001, der er instrueret af Signe Søby Bech efter manuskript af Miriam Nørgaard.

## Handling
Vi er i en biograf. Anne skal tisse virkelig meget. Hun står bagerst i en toiletkø, der ikke bevæger sig en meter. Pludselig får hun en vanvittig idé. Hun træder ind på mændenes territorium - herretoilettet. Her starter en hård kamp, som flere gange får Anne til at overskride sine egne grænser.